# Alpine Valley Music Theatre
Das Alpine Valley Music Theatre ist eine Open-Air-Bühne in East Troy, Wisconsin, USA. Die Anlage, die 1977 erbaut wurde, bietet Platz für 40.000 Zuschauer. Im Zentrum befindet sich ein von einem charakteristischen Holzdach bedeckter Pavillon mit 9.500 Sitzplätzen, das übrige Gelände ist mit Rasen bewachsen.
Die Bühne liegt etwa gleich weit von Madison, Milwaukee und Chicago entfernt und verfügt damit über ein recht großes Einzugsgebiet. Bis 1993 war das Alpine Valley Music Theatre die größte Freilichtbühne der Vereinigten Staaten, wurde dann aber vom neu erbauten San Manuel Amphitheater in Kalifornien abgelöst.

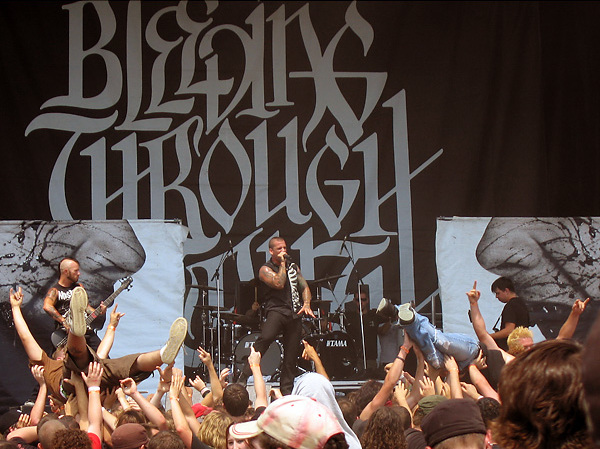
Bleeding Through im Alpine Valley Music Theatre 2006

## Bekannte Künstler
Viele bekannte Künstler traten seit Bau des Alpine Valley Music Theatre auf. Boz Scaggs führte die Liste der Künstler, die bei der Eröffnung am 30. Juni 1977 auftraten an. Die Black Crowes drehten hier ihr Musikvideo Hard to Handle.
Zwischen 1980 und 1989 traten Grateful Dead zwanzigmal im Alpine Valley Music Theatre auf. Ihr Livealbum Dick's Picks Volume 32 wurde 1982 hier aufgenommen und das Livevideo Downhill From Here dokumentiert ihre Konzerte aus dem Jahre 1989.
Phish spielte seit 1996 bisher 22 Konzerte im Alpine Valley. Mehr Auftritte hatte noch keine Band im Amphitheater. Das Album Live Phish Volume 5 wurde dort am 8. Juli 2000 aufgenommen. Üblicherweise spielt die Band im Alpine Valley ungewöhnliche Setlists mit seltenen Coversongs und neuen Stücken.
Ein besonderes Ereignis war die Eröffnung der Use Your Illusion Tour der Band Guns N’ Roses am 24. Mai 1991. Die Tour sollte 28 Monate dauern. Mötley Crüe drehten ihr Video zu Same Ol' Situation während eines Alpine Valley-Konzerts im Jahre 1990.
Vom 6. bis 9. August 1987 spielten Boston im Rahmen ihrer Comeback-Tournee Third stage vier Auftritte im Alpine Valley.
Vom 27. bis 29. Mai 1988 spielte die deutsche Rockband Scorpions drei Auftritte im Alpine Valley als Beginn der 31 Tage Stadion Tour „Monsters Of Rock“ mit Van Halen, Metallica, Docken.
Regelmäßig macht die Ozzfest Tour hier Station und die CD Ozzfest 2001: The Second Millennium wurde aus Auftritten im Alpine Valley Music Theatre zusammengestellt.
Zwölfmal seit 1977 spielte die Band Aerosmith hier und eröffnete dabei am 23. August 1985 die Done with Mirrors-Tournee. Mit Ausnahme des Jahres 2005 hat Jimmy Buffett seit 1995 in jedem Jahr einmal im Alpine Valley gespielt.
Größen wie die Dave Matthews Band, die hier auch ein Livealbum aufnahmen, Pearl Jam, Rush und Phish haben das Alpine Valley Music Theatre als einen ihrer liebsten Auftrittsorte bezeichnet. Dave Matthews sagte während eines Konzerts am 1. September 2002:

„„Thank you for always being so good to us up here at Alpine. It really is our favorite place to play“. Übersetzt: „Vielen Dank dafür, dass ihr hier im Alpine immer so gut zu uns seid. Es ist wahrhaftig unser Lieblingsauftrittsort“.“

Die britische Band Coldplay spielte im Sommer 2005 ihr größtes Konzert aller Zeiten auf amerikanischem Boden vor restlos ausverkauftem Haus. Große Konzerte in den vergangenen Jahren waren auch die Auftritte von Korn (2006), Rage Against the Machine gemeinsam mit Queens of the Stone Age 2007 und Jack Johnson 2008.

## Stevie Ray Vaughan
Ein eigenes Kapitel in der Geschichte des Alpine Valley nimmt Stevie Ray Vaughan ein. Am 26. August 1990 spielte er mit seiner Band Double Trouble ein Konzert mit den Bluesgrößen Robert Cray, Buddy Guy, Eric Clapton und seinem älteren Bruder Jimmie Vaughan. Nach dem Konzert verließ Vaughan das Gelände im Hubschrauber, der wenig später gegen einen nahegelegenen Skihügel stieß. Beim Absturz wurden alle fünf Insassen getötet.
Jimmie Vaughan widmete seinem verstorbenen Bruder den Blues-Titel Six Strings Down und setzte diesem so ein literarisches Denkmal. Der Text nimmt unmittelbaren Bezug auf die Katastrophe und erwähnt eine Reihe von bedeutenden Bluesmusikern wie Albert Collins, Muddy Waters, Albert King, Freddie King oder T-Bone Walker.

## Sonstiges
Das Alpine Valley Music Theatre ist im Besitz des Unternehmens Live Nation. Es gehört zu einem Erholungsgebiet mit einem Hotel, das über hundert Räume in bayrischem Stil bietet, sowie einem Skihügel und einem Golfplatz.